# KB Trepça
Le KB Trepça est un club kosovar de basket-ball appartenant au Championnat du Kosovo de basket-ball, en première division et qui évolue aussi dans la Coupe d'Europe FIBA. Le club est basé dans la ville de Mitrovica.

## Historique
Crée en 1947, il participe au Championnat de Yougoslavie, jusqu'en 1991 au moment de la création du Championnat du Kosovo.

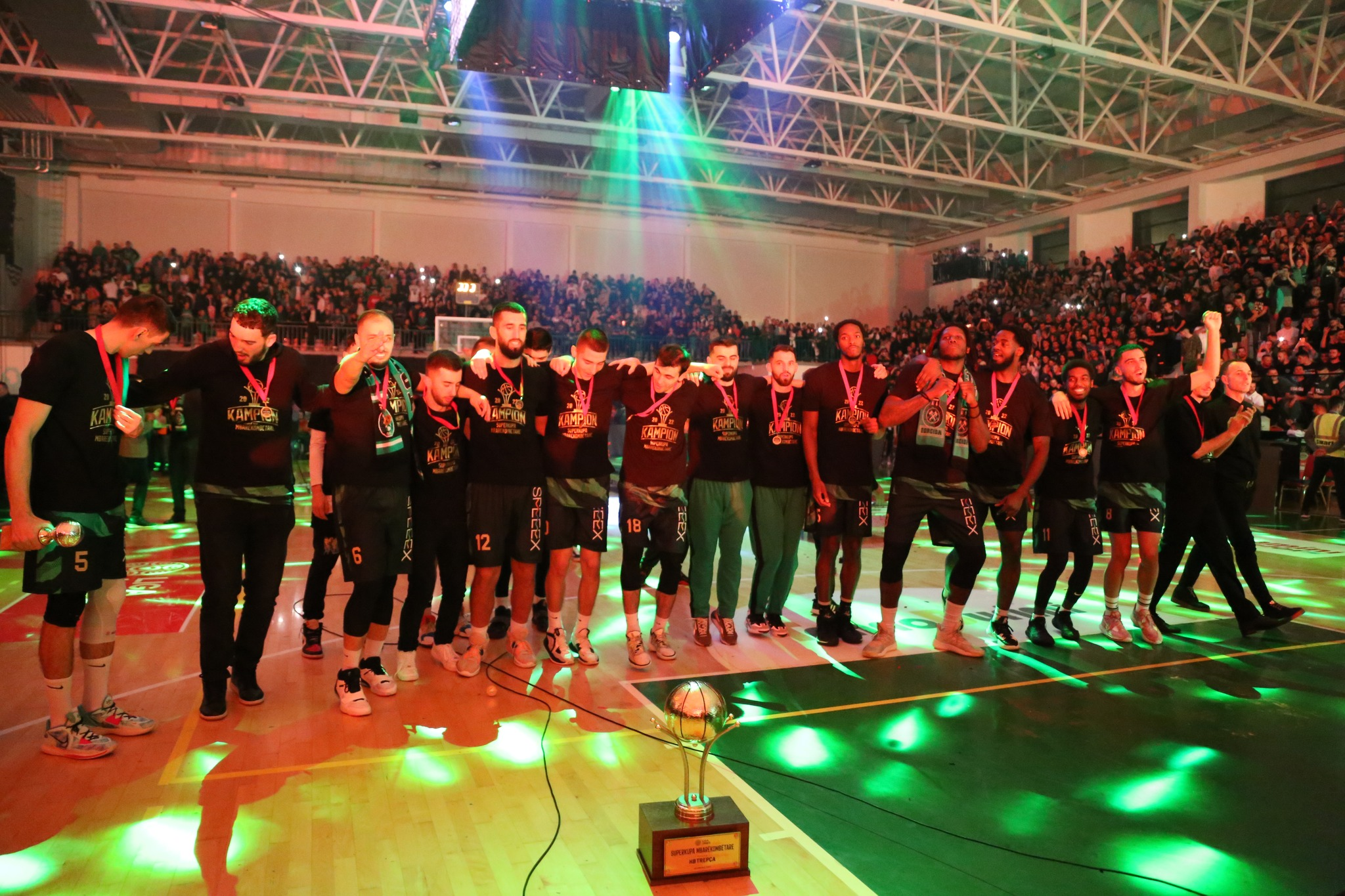
KB Trepça en 2022

## Palmarès
| Compétitions nationales | Compétitions régionales                |
| - Championnat du Kosovo : - Champion (6) : 1993, 2000, 2001, 2012, 2024, 2025. - Vice-champion (6) : 1994, 2002, 2007, 2010, 2022, 2023. - Coupe du Kosovo : - Vainqueur (8) : 1993, 2000, 2004, 2012, 2022, 2023, 2024, 2025. - Finaliste (2) : 2005, 2010. - Supercoupe du Kosovo : - Vainqueur (3) : 2002, 2023, 2024. | - Liga Unike : - Vainqueur (1) : 2024. |

## Joueurs et personnalités du club

### Joueurs emblématiques
- Drilon Hajrizi
- Amin Hot
- Musab Malaj
- Artan Mehmeti
- Samir Zekiqi
- - Ersid Ljuca
- - Muhamed Thaçi
- Jamel Artis
- Will Daniels
- Darnell Edge
- Rodney Purvis
- Igor Miličić
- Dime Tasovski
- - Devon Van Oostrum